# Glycaspis sudicola
Glycaspis sudicola är en insektsart som beskrevs av Moore 1970. Glycaspis sudicola ingår i släktet Glycaspis och familjen rundbladloppor. Inga underarter finns listade i Catalogue of Life.